# Warzenscharbe
Die Warzenscharbe (Leucocarbo carunculatus, Syn.: Phalacrocorax carunculatus), auch als Warzenkormoran bezeichnet, ist eine Kormoranart, die endemisch auf einigen Inseln in der Cookstraße zwischen der Nord- und Südinsel Neuseelands ist. Die IUCN stuft die Warzenscharbe als gefährdet (vulnerable) ein und schätzt den Bestand auf weniger als 1000 geschlechtsreife Individuen. Insgesamt ist die Population seit 50 Jahren stabil und man geht davon aus, dass die Zahl der Warzenscharbe nie sehr hoch war.

## Erscheinungsbild
Die Warzenscharbe erreicht eine Größe von bis zu 76 cm und ein Gewicht von 2,5 Kilogramm. In ihrem Erscheinungsbild ist sie schwarz und weiß. Der Kopf ist schwarz. Der Halsrücken, der Hinterrücken, der Bürzel und die Oberschwanzdecken haben einen metallisch blauen Schimmer. Die Unterseite ist weiß und die Füße rosa. Wenn die Flügel zusammengefaltet sind, ist ein weißes Band als Farbmuster zu erkennen. Während der Brutzeit befinden sich an der Schnabelbasis gelborange Warzen. Ansonsten ist der Schnabel graublau. Die Augen sind von einem blauen Ring umgeben.
Innerhalb ihres Verbreitungsgebietes kann die Warzenscharbe nur mit der Elsterscharbe verwechselt werden. Bei dieser ist allerdings das Gesicht ausgedehnter weiß gefiedert und auch am Hals befindet sich mehr weiß. Elsterscharben haben darüber hinaus schwarze Füße und Beine. Von anderen Kormoranarten kann die Warzenscharbe auch dadurch unterschieden werden, dass sie nicht aufbaumt und auch nicht die Flügel ausbreitet, um diese zu trocknen.

## Verbreitung
Die Warzenscharbe brütet auf den vier Felsinseln White Rocks, Sentinel Rock, Duffers Reef und Trio Islands in den Marlborough Sounds in der Cookstraße. Es liegen bislang keine Beobachtungen dieser Kormoranart außerhalb der Marlborough Sounds vor. Ihre Nahrung suchen Warzenscharben in einem Umkreis von 24 Kilometer rund um diese kleine Inselgruppe. Die durchschnittliche Oberflächentemperatur des Wassers rund um die Inseln beträgt lediglich 12 Grad Celsius, was darauf hinweist, dass hier subantarktische Strömungen vorherrschen.

## Lebensweise
Die Hauptnahrung der Warzenscharbe besteht aus Arnoglossus scapha, einer linksäugigen Flunder, die von den Neuseeländern als „Witch“ bezeichnet wird. Diese Fischart spielt in der kommerziellen Fischerei keinerlei Rolle. Daneben fressen sie außerdem kleine Krustentiere. Die Nahrung wird überwiegend tauchend erbeutet, die einzelnen Tauchgänge dauern durchschnittlich 46,5 Sekunden. Der längste beobachtete Tauchgang hatte eine Dauer von 95 Sekunden.
Die Fortpflanzungsbiologie der Warzenscharbe ist bislang nicht sehr gut untersucht. Warzenscharben sind während der Fortpflanzungszeit sehr scheu, so dass jegliche Untersuchung sich negativ auf den Bruterfolg dieser Art auswirken würde. Vermutlich handelt es sich bei Warzenscharben um Vögel, die eine monogame Paarbeziehung eingehen, die über mehr als eine Fortpflanzungssaison Bestand hat. Beide Elternvögel sind an der Brut beteiligt und beide versorgen die Jungvögel.
Brütende Vögel werden hauptsächlich zwischen März und Dezember beobachtet, der Höhepunkt der Fortpflanzungszeit beginnt ab Mai, die Eiablage scheint im August weitgehend abgeschlossen zu sein. Der gesamte Fortpflanzungszyklus nimmt fünf Monate in Anspruch und es ist nicht ausgeschlossen, dass in einigen Brutkolonien Vögel in weniger als zwölf Monaten eine zweite Brut beginnen. Warzenscharben sind Koloniebrüter. Die Brutkolonien umfassen zwischen zwei und 80 Nester und liegen mindestens einen Meter auseinander. Nur die unmittelbare Nestumgebung wird von den Elternvögeln verteidigt. Die Gelegegröße besteht aus einem bis drei Eier, zwei Eier scheinen dabei die typische Gelegegröße zu sein. Frisch geschlüpfte Küken sind zunächst nackt.

## Gefährdung
Im 19. Jahrhundert gehörte die Warzenscharbe zu den Vogelarten, die für die Federmode gejagt wurden. Exemplare wurden auch erlegt, um Museen mit Vogelbälgen zu versorgen. Die Auswirkung, die diese Form der Bejagung auf die Gesamtpopulation hatte, lässt sich nicht abschätzen. Zu den derzeitigen Bedrohungsfaktoren heute vor allem der kommerziellen Fischfang: In Gewässern in der Nähe der Brutkolonien wird unter anderem mit großen Schleppnetzen und Stellnetzen gefischt, in denen sich nach Nahrung suchende Warzenscharben verfangen können. Die Region, in der sich die Brutkolonien befinden, wird außerdem zunehmend für den Tourismus erschlossen. Störungen der brütenden Vögel durch vorbeifahrende Boote, niedrig fliegende Flugzeuge oder Taucher können dazu führen, dass die Brutvögel ihre Nester verlassen. Insbesondere die Gelege sind dann durch Möwen gefährdet. Gelegentlich werden Warzenscharben außerdem noch illegal geschossen.
Alle Brutkolonien sind heute geschützt, Boote müssen bei der Vorbeifahrt mindestens einen Abstand von 50 beziehungsweise 100 Meter einhalten, allerdings ist dieser Abstand möglicherweise nicht ausreichend, um die Vögel nicht zu stören. Die auf Duffers Reef kurzzeitig eingeschleppten Hausratten wurde dort 1983 erfolgreich beseitigt.

## Belege

### Einzelbelege
1. 1 2 3  Factsheet auf BirdLife International
2. ↑  Higgins, S. 872
3. ↑  Higgins, S. 873
4. ↑  Higgins, S. 873 und S. 874
5. ↑  Higgins, S. 874
6. ↑  Higgins, S. 879
7. ↑  Higgins, S. 874